# Road Apples
 (novembre 2021).
Albums de The Tragically Hip
Up to Here
(1989) Fully Completely
(1992)
Road Apples est un album du groupe rock canadien The Tragically Hip paru en 1991.

## Liste des titres
Toutes les chansons sont écrites et composées par The Tragically Hip.
| No  | Titre                          | Durée |
| --- | ------------------------------ | ----- |
| 1.  | Little Bones                   | 4:44  |
| 2.  | Twist My Arm                   | 3:54  |
| 3.  | Cordelia                       | 4:10  |
| 4.  | The Luxury                     | 3:38  |
| 5.  | Born in the Water              | 3:24  |
| 6.  | Long Time Running              | 4:23  |
| 7.  | Bring it All Back              | 4:39  |
| 8.  | Three Pistols                  | 3:48  |
| 9.  | Fight                          | 5:58  |
| 10. | On the Verge                   | 3:54  |
| 11. | Fiddler's Green                | 4:25  |
| 12. | The Last of the Unplucked Gems | 2:03  |